# Norra Vixen
Norra Vixen är en sjö i Eksjö kommun i Småland och ingår i Emåns huvudavrinningsområde. Sjön är 17 meter djup, har en yta på 1,53 kvadratkilometer och befinner sig 215 meter över havet. Sjön avvattnas av vattendraget Allmänningsån (Lidbroån).

## Delavrinningsområde
Norra Vixen ingår i det delavrinningsområde (639176-144425) som SMHI kallar för Utloppet av Norra Vixen. Medelhöjden är 237 meter över havet och ytan är 7,24 kvadratkilometer. Räknas de 2 delavrinningsområdena uppströms in blir den ackumulerade arean 23,77 kvadratkilometer. Allmänningsån (Lidbroån) som avvattnar avrinningsområdet har biflödesordning 2, vilket innebär att vattnet flödar genom totalt 2 vattendrag innan det når havet efter 194 kilometer. Delavrinningsområdet består mestadels av skog (47 procent), öppen mark (12 procent) och jordbruk (19 procent). Avrinningsområdet har 1,51 kvadratkilometer vattenytor vilket ger det en sjöprocent på 20,8 procent.